# Seznam ameriških prelatov
Seznam ameriških prelatov.

## A
- Joseph Sadoc Alemany

## B
- Frederic Baraga
- Francis Beckman
- Floyd Lawrence Begin
- Raymond Leo Burke
- James Byrne

## C
- John Carroll
- Charles Joseph Chaput
- John Connolly
- Michael Corrigan
- Michael Joseph Curley

## D
- Francis X. DiLorenzo
- John Dubois
- Thomas Dupre

## F
- Daniel Francis Feehan
- Joseph Anthony Ferrario
- Henry Martyn Field

## G
- José Horacio Gomez
- Francis Joseph Gossman

## H
- Jerome Hanus
- Harrison Poteat
- James Augustine Healy
- John Hennessy

## J
- James Peter Davis

## K
- James Keane
- John Keane (nadškof)
- Charles Kekumano
- Walter P. Kellenberg

## L
- William Lawrence
- William Joseph Levada
- Mathias Loras

## M
- Paul Marcinkus
- Francis A. Marzen
- Patrick Joseph McGrath

## O
- Michael O'Connor
- Sean O'Malley
- Anthony O'Regan

## Q
- John R. Quinn

## R
- Justin Cardinal Rigali
- John Roach
- Henry Rohlman
- Joseph Rosati

## S
- Fulton J. Sheen
- Clarence Richard Silva
- Clement Smyth
- Francis Spellman
- James Francis Stafford
- Edmund Cardinal Szoka

## V
- Benedict M. Vierra
- Allen Henry Vigneron
- John G. Vlazny